# Hellinsia carphodactyla
Hellinsia carphodactyla là một loài bướm đêm thuộc họ Pterophoridae. Loài này có ở hầu hết châu Âu (except Scandinavia), Tiểu Á và Bắc Phi.
Sải cánh dài 14–23 mm. Con trưởng thành bay vào tháng 6, và một lần nữa vào tháng 8 và tháng 9 trong hai thế hệ ở Tây Âu.
The larvae of the first generation live in the stem của Inula conyza. They also feed on the flowers và seeds. Sự hóa nhộng diễn ra ở gần nơi chúng đục. Ấu trùng cũng được ghi nhận trên loài Carlina (gồm Carlina vulgaris).